# Sicista caucasica
Sicista caucasica is een zoogdier uit de familie van de berkenmuizen (Sminthidae). De wetenschappelijke naam van de soort werd voor het eerst geldig gepubliceerd door Vinogradov in 1925.